# Sainte-Croix-sur-Buchy
Sainte-Croix-sur-Buchy település Franciaországban, Seine-Maritime megyében. Lakosainak száma 672 fő (2022. január 1.). Sainte-Croix-sur-Buchy Buchy, Ernemont-sur-Buchy, Héronchelles, Saint-Germain-des-Essourts és Vieux-Manoir községekkel határos.

## Népesség
A település népessége az elmúlt években az alábbi módon változott:
| Lakosok száma | 687  | 691  | 706  | 697  | 700  | 692  | 688  | 683  | 672  |
|               | 2013 | 2015 | 2016 | 2017 | 2018 | 2019 | 2020 | 2021 | 2022 |